# Ferreira (Paços de Ferreira)
Ferreira es una freguesia portuguesa situada en el municipio de Paços de Ferreira. Según el censo de 2021, tiene una población de 4244 habitantes.